# Chrysolina purpureoviridis
Chrysolina purpureoviridis é uma espécie de artrópode pertencente à família Chrysomelidae.